# Alauahio d'Oahu
L'alauahio d'Oahu (Paroreomyza maculata) és un ocell de la família dels fringíl·lids (Fringillidae).

## Hàbitat i distribució
Habita la selva pluvial, a les muntanyes de les Illes Hawaii orientals, a Oahu.